# Litwa na Zimowych Igrzyskach Olimpijskich 2022
Litwa na Zimowych Igrzyskach Olimpijskich 2022 – występ kadry sportowców reprezentujących Litwę na igrzyskach olimpijskich, które odbyły się w Pekinie, w Chińskiej Republice Ludowej, w dniach 4-20 lutego 2022 roku.
Reprezentacja Litwy liczyła trzynaścioro zawodników – pięć kobiet i ośmiu mężczyzn.
Był to dziesiąty start Litwy na zimowych igrzyskach olimpijskich.

## Reprezentanci

### Biathlon
| Zawodnik                                                    | Konkurencja                | Strzelanie                           | Czas                                      | Strata  | Miejsce | Źródło |
| ----------------------------------------------------------- | -------------------------- | ------------------------------------ | ----------------------------------------- | ------- | ------- | ------ |
| Linas Banys                                                 | bieg indywidualny mężczyzn | 3 (1+1+0+1)                          | 57:46,2                                   | +8:58,8 | 79.     | [ 1 ]  |
| Linas Banys                                                 | sprint mężczyzn            | 3 (1+2)                              | 28:05,8                                   | +4:05,4 | 90.     | [ 1 ]  |
| Karol Dąbrowski                                             | bieg indywidualny mężczyzn | 4 (0+1+0+3)                          | 56:30,1                                   | +7:42,7 | 71.     | [ 2 ]  |
| Karol Dąbrowski                                             | sprint mężczyzn            | 1 (0+1)                              | 27:11,2                                   | +3:10,8 | 73.     | [ 2 ]  |
| Tomas Kaukėnas                                              | bieg indywidualny mężczyzn | 5 (1+0+2+2)                          | 56:30,0                                   | +7:42,6 | 70.     | [ 3 ]  |
| Tomas Kaukėnas                                              | sprint mężczyzn            | 2 (1+1)                              | 27:27,9                                   | +3:27,5 | 80.     | [ 3 ]  |
| Gabrielė Leščinskaitė                                       | bieg indywidualny kobiet   | 4 (1+1+0+2)                          | 51:39,2                                   | +7:26,5 | 61.     | [ 4 ]  |
| Gabrielė Leščinskaitė                                       | sprint kobiet              | 0 (0+0)                              | 23:37,1                                   | +2:52,8 | 63.     | [ 4 ]  |
| Vytautas Strolia                                            | bieg indywidualny mężczyzn | 1 (0+0+0+1)                          | 52:10,4                                   | +3:23,0 | 21.     | [ 5 ]  |
| Vytautas Strolia                                            | bieg pościgowy mężczyzn    | 10 (2+3+1+4)                         | 48:47,8                                   | +9:40,3 | 58.     | [ 5 ]  |
| Vytautas Strolia                                            | sprint mężczyzn            | 2 (1+1)                              | 26:22,4                                   | +2:22,0 | 43.     | [ 5 ]  |
| Tomas Kaukėnas Vytautas Strolia Karol Dąbrowski Linas Banys | sztafeta mężczyzn          | 0+2 0+0 0+0 0+3 0+0 0+1 0+3 0+2 0+11 | 21:10,3 21:11,6 21:25,9 21:50,0 1:25:37,8 | +5:47,6 | 14.     | [ 6 ]  |

### Biegi narciarskie
| Zawodnik                              | Konkurencja                | Kwalifikacje | Kwalifikacje | Ćwierćfinały | Ćwierćfinały | Półfinały | Półfinały | Finał   | Finał    | Finał   | Źródło |
| Zawodnik                              | Konkurencja                | Czas         | Miejsce      | Czas         | Miejsce      | Czas      | Miejsce   | Czas    | Strata   | Miejsce | Źródło |
| ------------------------------------- | -------------------------- | ------------ | ------------ | ------------ | ------------ | --------- | --------- | ------- | -------- | ------- | ------ |
| Ieva Dainytė                          | bieg indywidualny kobiet   | —            | —            | —            | —            | —         | —         | 39:07,4 | +11:01,1 | 91.     | [ 7 ]  |
| Ieva Dainytė                          | sprint kobiet              | 4:10,99      | 86.          | NQ           | NQ           | NQ        | NQ        | NQ      | NQ       | 86.     | [ 7 ]  |
| Eglė Savickaitė                       | bieg indywidualny kobiet   | —            | —            | —            | —            | —         | —         | 38:26,5 | +10:20,2 | 89.     | [ 8 ]  |
| Eglė Savickaitė                       | sprint kobiet              | 4:03,60      | 82.          | NQ           | NQ           | NQ        | NQ        | NQ      | NQ       | 82.     | [ 8 ]  |
| Tautvydas Strolia                     | bieg indywidualny mężczyzn | —            | —            | —            | —            | —         | —         | 46:53,1 | +8:58,3  | 83.     | [ 9 ]  |
| Tautvydas Strolia                     | sprint mężczyzn            | 3:06,76      | 68.          | NQ           | NQ           | NQ        | NQ        | NQ      | NQ       | 68.     | [ 9 ]  |
| Modestas Vaičiulis                    | sprint mężczyzn            | 3:01,28      | 49.          | NQ           | NQ           | NQ        | NQ        | NQ      | NQ       | 49.     | [ 10 ] |
| Ieva Dainytė, Eglė Savickaitė         | sprint drużynowy kobiet    | —            | —            | —            | —            | LAP       | 14.       | NQ      | NQ       | 23.     | [ 11 ] |
| Tautvydas Strolia, Modestas Vaičiulis | sprint drużynowy mężczyzn  | —            | —            | —            | —            | 22:17,79  | 12.       | NQ      | NQ       | 24.     | [ 12 ] |

### Łyżwiarstwo figurowe
| Zawodnik                              | Konkurencja   | RD     | RD   | FD     | FD   | Nota łączna | Nota łączna | Źródło        |
| Zawodnik                              | Konkurencja   | Punkty | Poz. | Punkty | Poz. | Punkty      | Poz.        | Źródło        |
| ------------------------------------- | ------------- | ------ | ---- | ------ | ---- | ----------- | ----------- | ------------- |
| Deividas Kizala Paulina Ramanauskaitė | pary taneczne | 58,35  | 23.  | NQ     | NQ   | 58,35       | 23.         | [ 13 ] [ 14 ] |

### Narciarstwo alpejskie
| Zawodnik          | Konkurencja            | 1 przejazd | 1 przejazd | 2 przejazd | 2 przejazd | Łącznie | Łącznie | Źródło |
| Zawodnik          | Konkurencja            | Czas       | Pozycja    | Czas       | Pozycja    | Czas    | Pozycja | Źródło |
| ----------------- | ---------------------- | ---------- | ---------- | ---------- | ---------- | ------- | ------- | ------ |
| Andriej Drukarow  | slalom mężczyzn        | DNS        | DNS        | DNS        | DNS        | DNS     | DNS     | [ 15 ] |
| Andriej Drukarow  | slalom gigant mężczyzn | 1:05,78    | 20.        | DNF        | DNF        | DNF     | DNF     | [ 15 ] |
| Gabija Šinkūnaitė | slalom kobiet          | DNF        | DNF        | NQ         | NQ         | DNF     | DNF     | [ 16 ] |